# 小行星5189
小行星5189（英語：5189）是一颗围绕太阳公转的小行星。1990年10月20日，罗伯特·H·麦克诺特在赛丁泉山发现了此天体。
这颗小行星的绝对星等为159.5707370804606等。